# Tocatì
Tocatì – Festival Internazionale dei Giochi in Strada, è una manifestazione italiana di Giochi e Sport Tradizionali che si svolge ogni anno a Verona a metà settembre.
Il nome del festival deriva dall'espressione veneta toca a ti, ovvero tocca a te, è il tuo turno.
La manifestazione è incentrata sulla riscoperta, la valorizzazione e la salvaguardia dei Giochi e Sport Tradizionali che vengono praticati da comunità di giocatori e giocatrici, in quanto ritenuti parte fondamentale della cultura di un territorio, come riconosciuto anche dall'UNESCO nella Carta Internazionale del Gioco Tradizionale, stesa nel 2003.
Il Tocatì, organizzato a partire dal 2003, si svolge in un'area di 200.000 metri quadrati del centro storico e ha la durata di tre giorni, durante i quali le comunità ludiche tradizionali propongono oltre 50 giochi, tra quelli italiani e quelli di un ospite d'onore: ogni anno, infatti, viene ospitata una delegazione di giochi provenienti da un paese o regione del mondo.
La manifestazione è organizzata e ideata dall'Associazione Giochi Antichi Verona, in collaborazione con l'assessorato alla Cultura del Comune di Verona, e gode del patrocinio del Ministero della Cultura, della Regione del Veneto e della Provincia di Verona. Il Tocatì di Verona è stato dichiarato Patrimonio dell'umanità dall'UNESCO il primo dicembre 2022.

## I giochi
Le attività ludiche che si svolgono durante il festival sono giochi tradizionali, spesso tramandati da secoli, strettamente legati al territorio.
Di seguito i giochi proposti durante la manifestazione.

### Giochi tradizionali italiani
- Alli pitrudde
- Baccalin
- Badrunfa
- Bala Creela
- Bastone siciliano
- Balina
- Balinetto
- Barandello
- Barro
- Bije
- Birilli di Farigliano
- Birillo parato
- Boccia su strada
- Bocce quadre
- Borella
- Bossa buffona
- Brigghja
- Burea s'gepera
- Burul
- Cacio al fuso
- Calcio balilla
- Campana di Lama Mocogno
- Carrara
- Caretini a sfera
- Ciclo tappo
- Corsa con la cannata
- Corsa con le botti
- Cuchi
- Cuccagna
- Ferro di cavallo
- Fiolet
- Fionde
- Gioco delle noci
- La bolp
- La legge
- Lavre
- Libero
- Lippa
- Lotta s'istumpa
- Morra
- Noci
- Ol quarantot
- Palet
- Palla 21
- Palla eh!
- Palla elastica
- Pallone grosso con bracciale
- Palla pugno
- Palet
- Pagalosto
- Paourgiu
- Penacio
- Piastrella
- Piè dritto
- Pindoi
- Pirlì
- Pissota
- Plijocke
- Porcola
- Punta e cul
- P'zz'cantò
- Rrumbuli
- Righea
- Routta
- Rulletto
- Ruzzolone
- Sburla la roda
- Schida
- Senturel
- Slitte della legna
- Soni
- Stacchije
- Stù
- Tamburello
- Tella
- Tir de cidulis
- Tir del borel
- Tiro alla fune
- Tiro col bastone
- Tòtara
- To' vegna
- Trampoli
- Trucco da terra
- Venga l'ost
- Watten
- Zachègn
- Zoni

### Giochi da tavoliere
- Backgammon
- Carrom
- Dama
- Go
- Scacchi

### Giochi tradizionali internazionali
- Botolo (Ungheria)
- Capoeira (Brasile)
- Csürközés (Ungheria)
- Hand Ba' (Scozia)
- Kabubu (Congo)
- Karikas Ostor (Ungheria)
- Kendö (Ungheria)
- Kegeln (Svizzera)
- Kispetia (Grecia)
- Gombfoci (Ungheria)
- Íjászat (Ungheria)
- La Malha (Portogallo)
- Pelota P'Urepecha (Messico)
- Prevrtanje (Croazia)
- Övbirkózás (Ungheria)
- Salto del Pastor (Spagna)
- Singlestick (Scozia)
- Tamburello Ungherese
- Tiàoshéng (Taiwan)
- Ulama de Cadera (Messico)
- Varpa (Svezia)
- Zurkhaneh (Iran)

### Giochi urbani
- Calcio balilla
- Frisbee
- Parkour
- Skateboard
- Streetboulder
- Yo-yo

### Laboratori di gioco per bambini
- Cerbottane
- Carte narrative
- Balli Gioco
- Ludosophia
- Giochi per l'infanzia
- Dixit
- Il Gioco Recuperato
- Il Fumetto in Gioco
- Figurine
- Il Gioco Reale di Ur

## Altre attività
Oltre ai giochi tradizionali, il festival promuove esposizioni, installazioni urbane e d'arte, incontri e convegni, laboratori didattici, concerti di musica tradizionale e degustazioni di prodotti tipici della tradizione veronese, insieme a specialità del paese europeo ospite.
Al festival collabora anche l'università di Verona: le facoltà di Lingue e Letterature Straniere, Scienze Motorie, Economia  e Lettere e Filosofia contribuiscono con varie iniziative e appuntamenti, inoltre merita menzione il corso accademico sui giochi tradizionali promosso dalla facoltà di Scienze Motorie per l'anno accademico 2009/2010.
Anche la web radio dell'ateneo, Fuori Aula Network, è coinvolta nella realizzazione di elementi multimediali per il sito del Tocatì.

## Ospiti d'onore
- 2006 - Spagna
- 2007 - Croazia
- 2008 - Scozia
- 2009 - Grecia
- 2010 - Svizzera
- 2011 - Svezia, Messico, Congo, Iran, Taiwan, Brasile e Portogallo
- 2012 - Croazia, Grecia, Scozia, Spagna e Svizzera
- 2013 - Ungheria
- 2014 - Messico
- 2015 - Catalogna
- 2016 - Cina (Pechino e Guizhou)
- 2017 - Regioni Europee
- 2018 - Francia del Sud
- 2019 - Bretagna
- 2020 - Le Italie dei Borghi, in gioco
- 2021 - Belgio, Cipro, Croazia, Francia
- 2022 - Belgio, Cipro, Croazia, Francia, Grecia, Iran, Messico, Scozia, Slovenia, Spagna, Svizzera, Ungheria
- 2023 - Portogallo